# ديفلوكساسين
ديفلوكساسين Difloxacin دواء ذو اسم دولي غير مسجل الملكية هو مضاد حيوي من زمرة الكوينولون. يستخدم في الطب البيطري. يعد واسع الطيف لكن فعاليته ليست كفعالية الإينروفلوكساسين أو برادوفلوكساسين. ديفلوكساسين هو مضاد حيوي يستخدم لعلاج الالتهابات البكتيرية الصعبة في الحيوانات الأليفة. وهو فعال ضد البكتيريا بصورة كبيرة سالبة الجرام وبعض إيجابية الجرام. وغالبا ما يعطى للحيوانات مع الجروح والدمامل، وكذلك التهابات المسالك البولية.

## الخواص

### الاسم العلمي
6- fluoro-1-(4-fluorophenyl)-7-(4-methylpiperazin-1-yl)- 4-oxoquinoline-3-carboxylic acid

### الصيغة الكيميائية
C21H19F2N3O3

### الوزن الجزيئ
399.39 جم / مول 

## آلية العمل
يَعملُ الديفلوكساسين على قَتل الجَراثيم التي تُسبِّب العدوى. ويفعل ذلك عن طريق تثبيط إنزيم يُسمَّى غيراز gyrase الحمض النَّووي الجُرثومي. ويشارك هذا الإنزيمُ في تكرُّر وإصلاح المادَّة الوراثيَّة (الدي أن إيه DNA) للجَراثيم؛ فإذا كان هذا الإنزيمُ لا يعمل، لا يمكن للجَراثيم إعادةَ إصلاح نفسها أو الانقسام والتَّكاثر، وبهذا يكافح الدَّواءُ العدوى الجُرثوميَّة ويُوقفها.

## الآثار الجانبية
ديفلوكساسين آمن وفعال عموما عند وصفه من قبل الطبيب البيطري، لا ينبغي أن تستخدم في الحيوانات يعانون من فرط الحساسية المعروفة أو الحساسية للدواء. وينبغي استخدام هذا الدواء بحذر في الحيوانات يعانون من اضطرابات الجهاز العصبي المركزي. عندما يعطى للحيوانات اليافعة النامية، فقد كان معروفا الفلوروكينولونات تسبب ضررا على الغضروف المفصلي، مما يؤدى إلى العرج. ديفلوكساسين ينبغي أن يستخدم بحذر في الجراء الصغيرة والمتوسطة الحجم أقل من 8 أشهر من العمر، قد يؤدي إلى هذه الآثار الجانبية:
- فقدان الشهية
- القيء
- إسهال[4]

## معلومات التخزين
تخزن في حاوية مغلقة بإحكام في درجة حرارة الغرفة.